# Фуїп'яно-Валле-Іманья
Фуїп'яно-Валле-Іманья (італ. Fuipiano Valle Imagna) — муніципалітет в Італії, у регіоні Ломбардія,  провінція Бергамо.
Фуїп'яно-Валле-Іманья розташований на відстані близько 500 км на північний захід від Рима, 55 км на північний схід від Мілана, 21 км на північний захід від Бергамо.
Населення — 218 осіб (2014).
Щорічний фестиваль відбувається першої неділі вересня (Festa della Madonna). Покровитель — святий Іван Хреститель.

## Демографія
Населення за роками:

Станом на 1 січня 2023 року в муніципалітеті офіційно проживав 1 іноземець (громадянин Китайської Народної Республіки).

## Сусідні муніципалітети
- Брумано
- Корна-Іманья
- Валь-Брембілла
- Локателло
- Таледжо
- Ведезета